# Kamenice nad Lipou
Kamenice nad Lipou (in tedesco Kamnitz an der Linde) è una città della Repubblica Ceca facente parte del distretto di Pelhřimov, nella regione di Vysočina.